# Gus Hansen
Gus Hansen, właśc. Gustav Hansen (ur. 13 lutego 1974 w Kopenhadze) – duński profesjonalny pokerzysta mieszkający w Monako.
Zanim rozpoczął pokerową karierę, był światowej klasy graczem w tryktraka i młodzieżowym mistrzem w tenisa.
Grę w pokera rozpoczął w 1993 roku, gdy przebywał na wymianie studenckiej na uniwersytecie w Santa Cruz w stanie Kalifornia. Profesjonalnie zaczął zajmować się pokerem od 1997 roku.
Hansen jest jedynym pokerzystą, który wygrał trzy turnieje z serii World Poker Tour. We wrześniu 2005 roku dotarł do finałowego stołu European Poker Tour w Barcelonie, zajmując 5. miejsce i wygrywając 78 000 euro. W World Series of Poker Hansen nie odnosił większych sukcesów – w 2004 roku zajął 150. miejsce, a w 2007 61. W styczniu 2007 wygrał rozgrywany w Melbourne w Australii turniej Aussie Millions, inkasując wygraną w wysokości 1 500 000 AUD.
Hansen znany jest ze swojej agresywnej gry i częstego blefu, czym prowokuje przeciwników do chętniejszego sprawdzania i podbijania. Jest to element jego strategii.